# Дербенниковые
Дербе́нниковые (лат. Lythráceae) — семейство двудольных травянистых и древесных растений, по современной классификации APG IV входящее в порядок Миртоцветные и насчитывающее по состоянию на декабрь 2023 года 29 родов и 690 ботанических видов. Распространены почти повсеместно. Некоторые растения имеют хозяйственное значение, культивируются.

## Ботаническое описание
Травянистые и древесные растения (деревья и кустарники).
Листья обычно без прилистников (либо с очень мелкими прилистниками); супротивные (реже мутовчатые либо очерёдные), обычно цельные и цельнокрайные.
Цветки с двойными околоцветником, 4-, 6- либо 8-членные, иногда зигоморфные, но обычно актиноморфные. Цветки иногда одиночные, чаще собраны в соцветиях разного типа — кистевидных, колосовидных либо метельчатых, обоеполые. Чашечка сростнолистная, чашелистики имеют форму лопастей или зубцов, между ними обычно расположены придатки. Венчик — обычно из четырёх или шести лепестков (у некоторых цветков Middendorfia borysthenica лепестки полностью отсутствуют). Гинецей — из нескольких плодолистиков (от двух до шести), рыльце обычно головчатое. Завязь верхняя, с многочисленными семязачатками.
Плод — обычно коробочка.

## Распространение и экология
Ареал семейства охватывает почти весь земной шар — за исключением Арктики, Антарктики, некоторых высокогорных регионов и пустынь. Наибольшее видовое многообразие наблюдается в тропиках и субтропиках. Во флоре России, по данным Большой российской энциклопедии, — 17 видов в составе 4 родов.

## Значение и применение
Среди дербенниковых есть растения с ценной древесиной, красильные растения. Некоторые виды культивируются как декоративные растения (например, лагерстрёмия индийская). Среди растений с ценной древесиной наиболее известна растущая в Бразилии физокалимма шершавая (Physocalymma scaberrimum) (называемая «бразильским розовым деревом»). Среди красильных растений выделяется лавсония неколючая (Lawsonia inermis), из которой получают хну — краситель, который используют для украшения тела, окраски волос и шерсти, а также в медицинских целях; во многих странах лавсонию культивируют.

## Классификация

### Таксономическое положение
- Lythraceae J.St.-Hil., 1805, Expos. Fam. Nat. 2: 175

Семейство Дербенниковые включается в порядок Миртоцветные последовательно входящий в клады Мальвиды → Розиды → Суперрозиды → Эвдикоты → Цветковые растения. Таксономическая схема в соответствии с Системой APG IV по состоянию на декабрь 2023 года:
|  |                          |  |                                   |                      |                          |  | 9 семейств |          |  |           |
|  |                          |  |                                   |                      |                          |  |            |          |  |           |
|  |                          |  |                                   | порядок Миртоцветные |                          |  |            |          |  |           |
|  |                          |  |                                   |                      |                          |  |            |          |  | 690 видов |
|  | клада Цветковые растения |  |                                   |                      | семейство Дербенниковые' |  |            | 29 родов |  |           |
|  | клада Цветковые растения |  |                                   |                      |                          |  |            | 29 родов |  |           |
|  |                          |  | ещё 63 порядка цветковых растений |                      |                          |  |            |          |  |           |
|  |                          |  |                                   |                      |                          |  |            |          |  |           |

### Подсемейства
В ранних классификациях некоторыми систематиками использовалось деление семейства на несколько подсемейств, но в системе APG IV оно не применяется.
- Подсемейство Lythroideae Juss. ex Arn., 1832
- Подсемейство Punicoideae (Horan.) S.A.Graham, Thorne & Reveal, 1998[6]
- Подсемейство Sonneratioideae S.A.Graham, Thorne & Reveal, 1998[7]
- Подсемейство Duabangoideae  S.A.Graham, Thorne & Reveal, 1998[8]
- Подсемейство Trapoideae Voigt, 1845[9]

### Роды
- Adenaria Kunth
- Ammannia L. — Амманния
- Capuronia Lourteig
- Crenea Aubl.
- Cuphea P.Browne — Куфея
- Decodon J.F.Gmel. — Декодон
- Didiplis Raf. — Дидиплис syn. Бутерлак
- Diplusodon Pohl — Диплузодон
- Duabanga Buch.-Ham.
- Galpinia N.E.Br.
- Ginoria Jacq. — Гинория
- Heimia Link — Хеймия
- Koehneria S.A.Graham, Tobe & Baas
- Lafoensia Vand. — Лафенсия
- Lagerstroemia L. — Лагерстрёмия
- Lawsonia L. — Лавсония
- Lourtella S.A.Graham, Baas & Tobe
- Lythrum L. — Дербенник
- Pehria Sprague
- Pemphis J.R.Forst. & G.Forst. — Пемфис
- Physocalymma Pohl — Физокалимма
- Pleurophora D.Don — Плеврофора
- Ptychodon (Endl.) Rchb.
- Punica L. — Гранат
- Rotala L. — Ротала
- Sonneratia L.f. — Соннератия
- Tetrataxis Hook.f.
- Trapa L. — Рогульник
- Woodfordia Salisb.